# Cossypha heinrichi
Cossypha heinrichi là một loài chim trong họ Muscicapidae.